# Ángel Miguel
Ángel Miguel Gutiérrez fue uno de los golfistas pioneros en el panorama español durante los años cincuenta y sesenta. Ganó numerosos torneos, entre los que figuran la Copa Mundial de Golf (categoría individual, 1958) y el récord que aún posee de más Campeonatos de España de Profesionales ganados con 6 entorchados, entre otros.

## Biografía
Ángel nació un 27 de diciembre del año 1929, Madrid en el seno de una familia humilde. Creció en plena postguerra y como la mayoría de jóvenes se vio obligado a buscar un trabajo para ayudar en casa y tener una opción de sobrevivir. Por aquel entonces conoció a la que iba a ser su mujer, Ofelia. Junto con su hermano Sebastián Miguel encontró trabajo en el antiguo club Puerta de Hierro, donde con el tiempo llegó a ser "caddy" de jugadores afincados a ese campo. Allí se desarrolló la versión más primigenia de Ángel, que siendo un adolescente ya trabajaba en el mundo del golf, empapándose de sus técnicas y tradiciones. 
Así pues, dada la coyuntura y con su capacidad innata para el golf comenzó a despuntar en torneos amateurs hasta convertirse en profesional en 1953. 

En las décadas de los 50 y 60, Ángel encontró su madurez golfística llegando a ganar numerosos campeonatos profesionales tanto internacionales como nacionales, viajando alrededor del globo mientras sus hijos nacían y crecían. Como hito en su carrera podemos mentar su victoria en modalidad individual en la Copa de Canadá(Ahora Copa Mundial de Golf) en México DF, 1958. En esta misma edición quedó clasificado 2º en la modalidad de parejas junto a su hermano Sebastián Miguel. Representó a España en la Copa del Mundo en 9 ocasiones y fue seleccionado tanto por el combinado de Europa continental, formado para competir contra Gran Bretaña en 1957 y 1958, como por el combinado del resto del mundo que habría de competir contra Estados Unidos en 1964.

## Retiro del mundo competitivo
Ángel, que siempre añoraba a su familia, decidió en el punto álgido de su carrera deportiva empezar un proyecto que le permitiese asentarse en un sitio fijo y tomar el rol de padre de familia. Así pues él y su familia se trasladaron a Marbella, y desarrolló con su gran experiencia el Club de golf "Rio real", consiguiendo que fuera uno de los campos más atrayentes de España y aportando su granito de arena en moldear el carácter de "Playa y golf" que la Costa del Sol ha adquirido con acciones como la suya. Allí siguió trabajando como entrenador de golf en la efervescente atmósfera de la Costa del Sol hasta su retiro. 
Ángel Miguel Gutiérrez murió el 12 de abril de 2009 por una afección pulmonar.

## Descendencia
- Mª Ángeles Miguel Olivares
- Carlos Miguel Olivares
- Mª Dolores de Miguel Olivares

## Palmarés
- Campeonatos de España de Profesionales(6): 1953, 1954, 1955, 1957, 1963 y 1965. [Aún mantiene el récord como máximo ganador(2016)]
- Open de España(3): 1955, 1961 y 1964
- Open de Cataluña: 1954, 1955
- Open de Portugal(3): 1954, 1956 y 1964.
- Open de San Sebastián: 1955, 1960
- Open de Zarauz: 1956
- Open de Alejandría: 1954
- Open de Argel: 1955
- Open de Marruecos: 1955
- Open de Montecarlo: 1955
- Open de Francia: 1956
- Copa de Canadá (Copa Mundial de Golf): 1958 (mod. individual)
- Pequeña Copa Canadá: 1965 (mod. por equipos)
- Subcampeonato Copa de Canadá (Copa Mundial de Golf): 1958 (mod. parejas junto a su hermano Sebastián Miguel)
- Open de México: 1959
- Open de Chile: 1962
- Open de Argentina: 1963
- Torneo Agfa-Gevaert: 1966
- Torneo Gevacolour(2): 1964, 1966
- Subcampeonato Copa de Canadá (Copa Mundial de Golf): 1965 (mod. parejas junto a Ramón Sota)
- Open de Holanda: 1965
- Torneo Penfold : 1965
- Open Británico: Participó en un total de 8 ocasiones, produciéndose su primera aparición como rookie en un Grand Slam en el año 1956, edición en la que acabó 12º y que le dio prestigio internacional. Destacó en las ediciones de 1957 con un 4º puesto y 1964 terminando el torneo como 8º clasificado.

## Galardones
- Medalla al Mérito Deportivo
- Medalla al Mérito en Golf